# 内田さゆり
内田 さゆり（うちだ さゆり、1972年10月25日 - ）は、日本の元女優、元子役。芸名および旧姓は内田さゆり。本名は橘 さゆり。身長158cm。
神奈川県横浜市旭区出身。東京都立代々木高等学校卒業。劇団東俳、ホリプロ、ヒップスターに所属していた。既婚。

## 来歴
姉が二人いる。小学4年生の時に家に来ていたチラシを見て、消極的な性格を心配していた親の勧めもあり、劇団東俳へ応募し、オーディションに合格したのをきっかけに子役としてデビューする。
1980年代は子役として『どきんちょ!ネムリン』のレギュラーの他、度々グラビアなどに登場した。
1991年から翌1992年に放送された『鳥人戦隊ジェットマン』にて、ブルースワロー/早坂アコ役を演じた。主役5人の中で最年少だったこともあり、身近な存在として子供達に人気を博した。2年前の『高速戦隊ターボレンジャー』にもアコと同じ高校生の由美役でゲスト出演している。
その後『百獣戦隊ガオレンジャー』へのゲスト出演などがあったが、近年ではメディアへの露出は全くない。2002年に開かれたジェットマン同窓会には出席しているが、2004年にジェットマンのDVD化記念として開かれた、井上敏樹と出演者の座談会には欠席している。

## エピソード
『鳥人戦隊ジェットマン』の出演当時は代々木高校夜間部に通い、学業と女優活動を両立させていた。出演まで伸ばしていた髪はアコの役作りのために泣く泣く切る羽目になった。第19話「見えます!」でアコがウラナイジゲンに竜、凱、雷太と共に異空間へ閉じ込められるシーンでは、空気の入らない温室と化した筒の中での過酷な撮影に耐え切れず、酸欠と日射病で倒れてしまった。『ジェットマン』以前に演じた役は優等生のような役が多く、早坂アコは初めての地に近い役で嬉しかったという。内田は『ジェットマン』を自らの代表作であると述懐している。
共演したホワイトスワン/鹿鳴館香役の岸田里佳とはとても仲が良く、内田は岸田のことを「お姉さん」と呼んでいた。1997年の『ビーロボカブタック クリスマス大決戦!!』では再び岸田と共演を果たした。
『百獣戦隊ガオレンジャー』第6話「牛、焦がれる!!」に島田佐織役としてゲスト出演した際にガオブラック/牛込草太郎役の酒井一圭と共演したが、二人は子役時代にオーディションなどでよく顔を合わせていた。この回を監督した坂本太郎は、内田がレギュラー出演した東映特撮作品である『どきんちょ!ネムリン』、『鳥人戦隊ジェットマン』の二作両方を監督しており、15年以上の旧知の仲であった。
趣味は散歩。

## 出演

### テレビドラマ
- 明るいなかま（1984年度放送分、NHKEテレ）
- 武田鉄矢のせんせいけらいになれ!（1984年、フジテレビ）
- 週末だけの恋人　第5回「ひみつの隠れ家へ」（1984年、毎日放送）
- 木曜ゴールデンドラマ 十八年目の同級生（1984年、読売テレビ）
- 東映不思議コメディーシリーズ（フジテレビ）
  - どきんちょ!ネムリン（1984年9月2日 - 1985年3月28日） - 大岩マコ
  - 勝手に!カミタマン 第40話「横山の必殺遊び人物語」（1986年1月12日） - 洋子
  - もりもりぼっくん 第34話「サムシングの風立ちぬ」（1986年11月23日）- ナオコ
  - うたう!大龍宮城 第16話「サヨリ」（1992年4月19日） - サヨリ
- パパ合格ママは失格（1986年7月9日 - 9月24日、日本テレビ） - 蔵太香織
- オヨビでない奴! 第9話「恋人はサンタクロース」（1987年12月23日、TBS） - 中村めぐみ
- 桃色学園都市宣言! 抜弁天女学館（1987年、フジテレビ）
- 大都会25時　第16回「熱い夜 最も危険なゲーム」（1987年、テレビ朝日）
- ツヨシしっかりしなさい　第9話（1989年、日本テレビ）
- Dr.クマヒゲ　第1話「新宿駅ウラ診療所 男女やさしさ物語」（1989年3月14日、テレビ朝日）
- 木曜ゴールデンドラマ　家族病棟（1989年6月8日、読売テレビ）
- スーパー戦隊シリーズ（テレビ朝日）
  - 高速戦隊ターボレンジャー 第9話「憧れは悪魔のフルート」（1989年4月22日） - 榊原由美
  - 鳥人戦隊ジェットマン（1991年2月15日 - 1992年2月14日） - 早坂アコ / ブルースワロー
  - 百獣戦隊ガオレンジャー 第6話「牛、焦がれる!!」（2001年3月25日） - 島田佐織
- さすらい刑事旅情編V (1992年、テレビ朝日） - 田中はるみ

### 映画
- ミリ子は負けない（1986年、近代映画協会）

### オリジナルビデオ
- ビーロボカブタック クリスマス大決戦!!（1997年、東映ビデオ）-店員役

### CM
- はごろもフーズ・シーチキン お料理番
- よみうりランド
- セブン-イレブン
- 花王・香りハイター
- ハウス食品・バーモントカレー
- 徳間書店・ファミリーコンピュータMagazine